# Hendrik Fayat
Hendrik Fayat (en français Henri), né à Molenbeek-Saint-Jean le 28 juin 1908 et mort à Jette le 21 septembre 1997, est un homme politique socialiste belge.

## Biographie

### 1908-1935: Jeunesse, adolescence, études et stage
Son grand-père paternel était un Wallon originaire de Namur et sa grand-mère était originaire d'Eppegem – d'une famille de laitiers – alors que son père naquit à Bruxelles, ville où Hendrik grandit également.  Il passa sa jeunesse dans la rue, à Bruxelles, ou bien, pendant les vacances, chez ses grands-parents maternels à Alveringem.  Il y apprit la vie paysanne en participant aux activités de la récolte et au soin des animaux de la ferme.  C’est aussi à Alveringem qu'il voyait le vicaire et homme de lettres Cyriel Verschaeve à la messe, ou lors de ses visites à domicile et même un jour chez lui, au presbytère.
Comme son père était devenu, en tant qu'autodidacte, directeur de plusieurs sociétés musicales populaires, Fayat grandit dans un milieu musical et se mit même à composer.  Grâce aux bons offices du compositeur Jan Preckher, son père sut devenir directeur de la fanfare socialiste De Broederliefde (L'Amour fraternel) de Vilvorde, poste qu'il occupa pendant 51 ans.  
Il s'intéressait à la politique dès ses dix-sept ans, lorsqu'il devint secrétaire de la Jeune garde socialiste de Molenbeek-Saint-Jean.  À cette époque, son engagement le conduisit à la Maison du Peuple de sa commune natale, pour s'y occuper de la bibliothèque.
Lorsque Fayat étudiait le droit à l'université libre de Bruxelles (ULB), il y participa à la vie estudiantine.  Flamingant, il rejoignit l'association Geen Taal, Geen Vrijheid, slogan soulignant qu'il n'y a point de liberté sans droits linguistiques. En 1931, avec ses camarades Jef Rens et Maurits Naessens, il fonda une association estudiantine flamande socialiste, le Vlaamsch Verbond van Socialistische Studenten.

### 1935-1946: Avocat néerlandophone, politiquement actif / Exil en temps de guerre
Après avoir travaillé plusieurs années comme chercheur scientifique, il s'inscrivit en 1935 au barreau de Bruxelles.  Il obtiendra également un siège au sein du conseil d'administration de l'ordre des avocats flamands du barreau de Bruxelles, la Vlaams Pleitgenootschap. En 1935, Fayat prêta serment au barreau de Bruxelles en néerlandais, ce qui était loin d'être coutume.  Ensuite, il fit son rapport de stage en néerlandais, autre primeur à cette époque.  Il dut pourtant se justifier auprès du bâtonnier de l'ordre des avocats, Thomas Braun.  Mais celui-ci, ayant compris que le temps des actions disciplinaires à l'encontre des Flamands était révolu, considéra qu'il valait mieux ne pas faire un martyr de l'avocat récalcitrant.
Comme l'un des dirigeants du parti ouvrier belge, il continua, sur le plan politique, à soutenir avant tout les revendications flamandes.  Au premier congrès socialiste flamand (Vlaamsch Socialistisch Congres), de 1937, il présenta son rapport sur la question des langues à Bruxelles.  Il y défendit déjà une agglomération bruxelloise bien définie et une frontière linguistique entre la Flandre et la Wallonie qui serait aussi une frontière administrative.   
À partir de 1938, il écrivait régulièrement sur les revendications flamandes pour le quotidien Vooruit.
Après le déclenchement de la Seconde Guerre mondiale, il suivit le gouvernement en exil en France, où il fut chargé d'aider les Belges en France non occupée.  Puis, il se rendit en Grande-Bretagne, où il s'engagea dans l'armée belge comme volontaire.  En Belgique, il risquait de se faire assassiner par des membres de la bande de Verbeelen.  En 1942, il fut nommé conseiller juridique au ministère des Affaires étrangères, pour devenir, en juillet 1943, le chef de cabinet du ministre de l'Intérieur, le catholique August De Schryver, avec qui il semblait bien s'entendre.

### 1946-1973: Membre du parlement et ministre
Après la libération, Fayat fut élu membre de la Chambre des Représentants de Belgique aux premières élections législatives d'après-guerre, en 1946.  Il y représentait Bruxelles.  Son discours inaugural portait sur l'attentat contre la tour de l'Yser.  Cette tour était autant un monument pacifiste qu'un mémorial de la souffrance des soldats Flamands dans la Première Guerre mondiale, en particulier celle causée par les injustices infligées par des officiers francophones de l'armée belge.  La tour fut dynamitée par des inconnus, sans doute avec la complicité de l'ordre établi belge.  Avec le soutien du socialiste éminent Camille Huysmans, Fayat interpella le gouvernement, et cela en tant que socialiste.  En même temps, il affirma que la tour fait partie de l'histoire de Flandre, de son paysage et de son caractère.
Au cours de la période qui suivit son élection, il s'intéressait avant tout à la politique étrangère et internationale.  Il ne perdit pour autant pas de vue les intérêts flamands.  Ainsi, il fut l'un des instigateurs de la fondation du Fonds August Vermeylen.  Il sera président de la branche bruxelloise pendant plus de 25 ans. Aussi, en 1946, il devint membre de la Commission permanente de contrôle linguistique (en néerlandais : Vaste Commissie voor Taaltoezicht).  Dans les années 1950, il organisa plusieurs congrès socialistes flamando-néerlandaises en collaboration avec le professeur néerlandais Pieter Geyl.
Sa carrière académique fut couronnée, en 1948, par sa nomination comme chargé de cours de droit colonial à l'université libre de Bruxelles et, en 1961, par celle de professeur de faculté.  Il déclina l'offre de l'université libre de Bruxelles de donner des cours en français, car il voulait consacrer tout son temps à l'enseignement néerlandophone. En 1949, il participa, en tant que membre, à la première séance de l'Assemblée parlementaire consultative du Conseil de l'Europe.
De 1957 à 1958, et pour la première fois, Fayat devint ministre, notamment du commerce extérieur. Lors des réunions internationales, il se fit remarquer par sa préférence pour l'emploi de l'anglais, qu'il maîtrisait bien, plutôt que du français, la langue la plus communément employée par les diplomates belges à cette époque.  Il est peu étonnant que ceci en conduisit quelques-uns, dans les milieux francophones, à beaucoup d'agitation.  Comme anglophile, Fayat écoutait tous les jours la BBC.  Dans le gouvernement Lefèvre (1961-1965), il était ministre adjoint d'Affaires étrangères.  Il réalisait la création d'un équilibre linguistique au sein de la diplomatie belge, jusque-là un bastion de la francophonie unilingue et de la noblesse.  Il rendit obligatoire l'organisation de concours de langue et s'attela au recrutement d'un contingent de diplomates néerlandophones qui, par la suite, furent appelés les Fayat-boys.  Cette rectification linguistique par une représentation plus équitable de néerlandophones au sein du Département des Affaires étrangères rendit furieux le socialiste éminent francophone Paul-Henri Spaak, et ceci en dépit du fait que ce dernier était membre du parti, et même ami de Fayat.
En 1965-1966, Fayat fut ministre-secrétaire du Commerce extérieur.  Son flamingantisme finissant par exacerber de nombreux socialistes bruxellois, il ne reçut aucune place en ordre utile sur la liste socialiste bilingue de Bruxelles aux élections de 1968.  Mais les socialistes flamands se présentèrent aux élections avec leur propre liste de « lions rouges » (De Rode Leeuwen) ; Fayat fut élu.  Il reprit le portefeuille du Commerce extérieur au gouvernement Gaston Eyskens IV.   L'année suivante, la direction du parti dut reconnaître ces lions rouges comme étant la fédération flamande du BSP (Belgische Socialistische Partij/Parti socialiste belge) de l'arrondissement de Bruxelles-Hal-Vilvorde.  Fayat ne fut cependant plus réélu le 7 novembre 1971.  Il perdit donc son siège à la Chambre des Représentants.  Temporairement, comme d'ailleurs aussi Antoon Stervelynck, il remplit une fonction extraparlementaire au sein du gouvernement, notamment celle de secrétaire d'État pour le Commerce extérieur en 1972-1973 et pour la Politique portuaire en 1973.

### 1973-1997: Après la politique
Après avoir quitté la politique active et en la qualité de président de l’Algemeen Nederlands Verbond (Union générale néerlandaise), il put, de nouveau, se consacrer à l'action pour l'intégration au Royaume des Pays-Bas, ainsi que la coopération avec celui-ci.  Il occupa ce poste de 1978 à 1986. Hendrik Fayat fut nommé membre honoraire d'une association d'anciens combattants (Oudstrijdersbond).

### L'engagement pour la néerlandophonie: raisons et causes
Fayat prétendit être devenu flamingant, car il était socialiste : les Flamands subissaient des injustices parce qu'ils étaient les plus faibles, alors que le bourgeois choisissait pour l'argent et pour le pouvoir, à cette époque exclusivement entre les mains de la francophonie.
Dans son interview avec Joos Florquin en 1976 (et publiée trois ans plus tard), il constata la nécessité d'un statut d'autonomie pour les résidents flamands de la région bruxelloise, ceux-ci ne pouvant préserver leur identité de néerlandophones que dans le cas où le lien avec l'ensemble de la communauté flamande néerlandophone de Belgique ne serait pas coupé.